# Guy Bonnefond
 (septembre 2022).
Si vous disposez d'ouvrages ou d'articles de référence ou si vous connaissez des sites web de qualité traitant du thème abordé ici, merci de compléter l'article en donnant les références utiles à sa vérifiabilité et en les liant à la section « Notes et références ».
Guy Bonnefond (né le 12 août 1928 à Douala (Cameroun français) et décédé le 17 octobre 2006 à Pessac) est un professeur d'Aïkido, discipline qu'il pratiqua pendant près de cinquante ans. Il a été président de la Fédération internationale d'aïkido, puis membre du conseil supérieur de cet organisme à l’échelon mondial. La Fédération française d'aïkido et de budo lui a décerné le septième dan à titre posthume. Il fut l'un des élèves de Nobuyoshi Tamura, directeur technique de la FFAB.

## Biographie
Il devient ingénieur diplômé de l'École spéciale des travaux publics à 21 ans, licencié ès-sciences, docteur en géologie approfondie. 
Installé avec sa femme, Suzanne et ses enfants Claudine et Eric, à Gradignan dans les années 1970, il décide de s’impliquer dans la vie municipale. Il a été adjoint au maire de 1977 à 2001.
Il est l'auteur de plusieurs ouvrages sur l'aïkido qui font référence dans cette discipline.

## Récompenses et distinctions

### Décorations
- Commandeur de l'Ordre national du Mérite
- Commandeur des Palmes académiques
- Médaille d'or de la Jeunesse et des Sports

## Ouvrages
- Aikido : mémento de la formation commune et spécifique (préparation au brevet d'État, degrés 1b et 2h)
- Histoire de l'aïkido : 50 ans de présence en France
- Aïkido : Methode nationale